# Сачковичі (Росія)
Сачковичі (рос. Сачковичи) — село в Росії, у Климівському районі Брянської області. Центр Сачковицького сільського поселення. Населення становить 1090 осіб (2010).

## Положення
Лежить над річкою Ірпою, між містом Климів і селом Старий Ропськ, за 4 км від села Могилівці і за 10 км від Тимоновичів та російсько-українського кордону.

## Історія

### У Гетьманщині та Російській імперії
Вперше згадується в 1620 році. Після створення держави Війська Запорозького (України), належало до Топальської сотні Стародубського полку Гетьманщини. У 1665 році гетьман Іван Брюховецький надав власницьку Ропську волость, до якої серед іншого належало й село Сачковичі, у володіння землевласнику Михайлові Рубцю, право власності на яку було підтверджено в універсалі 1670 року гетьмана Дем'яна Многогрішного. 1679 року, після того, як син Михайла Рубця Іван був засуджений за підробку документів, гетьман Іван Самойлович відібрав у Рубців волость та приєднав її до гетьманських володінь. Наприкінці XVII століття в селі була община старообрядців на чолі з Ісааком.
За переписом Малоросії 1723 року, Сачковичі були селом Ропської волості, мали 43 козацьких дворів, 12 дворів «ґрунтових» посполитих і 13 хат «бобилів». Після смерті гетьмана Данила Апостола у 1734 році волость перейшла у державне володіння. 1741 року Ропська волость була подарована Іванові Неплюєву, але у серпні 1742 року її було передано від Неплюєва до Олексія Розумовського, від якого волость успадкував його брат і колишній гетьман Кирило Розумовський. Згідно зі статистичним описом Малоросії 1781 року, село належало графові Розумовському, тут налічувалося разом 159 дворів і 222 хати, з них козацьких: 44 дворів, 63 хат; козацьких підсусідських: 9 дворів, 12 хат і 13 бездвірних хат; селянських: 77 дворів, 98 хат; різночинських підсусідських: 29 дворів, 33 хат і 3 бездвірних хат. Російський граф Рум'янцев переселив у Сачковичі декілька родин державних селян з Батурина, яких й пізніше називали «батурами».
З другої половини XIX століття село належало до Новоропської волості Новозибківського повіту Чернігівської губернії Російської імперії. Станом на 1859 рік Сачковичі були державним, козацьким і власницьким селом, у якому налічувалося 313 дворів і 1874 мешканців (901 чоловік і 973 жінок), діяло дві православні церкви, сільське училище, волосне правління і сільська розправа. Село тоді лежало в 1-му стані повіту, на поштовому тракті з Новозибкова в Чернігів. Відстань до Новозибкова становила 27 верст. У 1885 році у селі було 250 дворів і 1742 жителів, православна церква, школа, 2 постоялих будинки, 3 вітряних млини, маслобійний і цегельний заводи. За переписом населення Російської імперії 1897 року в селі мешкало 2070 осіб (922 чоловіків та 1148 жінок), з них 1995 православних. У 1901 році в селі налічувалося 2093 жителів (1038 чоловіків і 1055 жінок).

### Українська державність у 1917—1919 роках
Після того, як у 1917 році було повалено російське самодержавство, Українська Центральна Рада 10 (23) червня 1917 року у Першому Універсалі проголосила про автономію України у складі Росії. У Тимчасовій інструкції, яку Тимчасовий уряд Росії надіслав Генеральному секретаріатові УЦР, повноваження українського уряду поширювалися серед інших й на Чернігівську губернію, але без Новозибківського повіту. Проте Третім Універсалом Української Центральної Ради від 7 (20) листопада 1917 проголошувалося про створення автономної Української Народної Республіки, до якої серед іншого повністю увійшла Чернігівська губернія. Четвертий Універсал Української Центральної Ради від 9 (22) січня 1918 року проголосив незалежність Української Народної Республіки. Після російської радянської окупації України Стародубщина формально залишалася у складі маріонеткової Радянської України до 1919 року.

### Радянські часи
Згідно з договором про кордон між РСФРР і УСРР у травні 1919 року, Стародубщину було передано до складу РСФРР і приєднано до Гомельської губернії. З 1926 року — у складі Брянської губернії, з 1929 року — Західної області, з 1937 року — Орловської області. З 1944 року в Брянській області.

## Населення
За переписом 2002 року чисельність населення села становило 1044 осіб. За переписом 2010 року в Новому Ропську проживало 1090 осіб.

## Пам'ятки
- Церква Покрови Пресвятої Богородиці 1846—1864 років. Кам'яний храм, зведений зусиллями місцевих жителів, освячений в 1864 році[2].
- Колишня дерев'яна церква, згоріла в XIX столітті[2]. Колишня церква була фундована паном Яковом Дружиною за часів гетьмана Івана Скоропадського (1708—1722), про що свідчив напис на олов'яній дощечці, знайденій на попелищі: «Сооружась церковь сія во имя Царици Богородицы Маріи Дѣвы пречестного покрова въ правленіе архіепископа Іоанна и запорожскихъ войскъ гетмана Іоанна Скоропадскаго, стараніемъ пана Якова Дружины»[2]. У 1770 році кількість парафіян становило 922 осіб, у 1790 році — 1450, у 1810 році — 1527, у 1830 році — 1648, у 1850 році — 1766, у 1860 році — 1926[2].

## Особистості

### Народилися
- Костянтин Московченко (1914—2004) — український живописець, графік.